# Suliszewo (powiat choszczeński)
Suliszewo (niem. Zühlsdorf) – wieś sołecka w Polsce położona w województwie zachodniopomorskim, w powiecie choszczeńskim, w gminie Choszczno. W latach 1975–1998 miejscowość administracyjnie należała do województwa gorzowskiego. W roku 2007 wieś liczyła 421 mieszkańców.
Kolonia wchodząca w skład sołectwa: Brzostno

## Geografia
Wieś leży ok. 10 km na wschód od Choszczna, przy drodze wojewódzkiej nr 175, między Choszcznem a Kiełpinem, ok. 2 km na północ od byłej linii kolejowej nr 410.

## Historia
Prawdopodobnie wieś została założona w XIII wieku przez Zulisa Wedla, który otrzymał te tereny od margrabiego z Korytowa. W 1326 r. wieś została całkowicie zniszczona, a następnie przeszła w posiadanie rodziny Güntersberg z Kraśnika, którzy w poł. XIV wieku wybudowali zamek nad jeziorem Rzeczyca. W 1451 roku mnisi sprzedali wieś radzie miejskiej Choszczna. W trakcie wojny trzydziestoletniej, w 1638 roku, miejscowość została całkowicie zniszczona. W latach 1973 – 1976 miejscowość była siedzibą gminy Suliszewo.

## Zabytki
Do wojewódzkiego rejestru zabytków wpisany jest:
- kościół pod wezwaniem Świętej Trójcy, gotycki z XV/XVI wieku. Kościół parafialny, rzymskokatolicki należący do dekanatu Drawno, archidiecezji szczecińsko-kamieńskiej, metropolii szczecińsko-kamieńskiej. Świątynia gotycka zbudowana z kamienia, halowa nawa zdobiona trójkątnym szczytem wschodnim z surowymi blendami z wieżą o elewacjach ożywionych uskokowym portalem i wielkimi blendami, zwieńczoną hełmem ostrosłupowym[5]. W 1965 roku świątynia została zniszczona przez pożar, ale już w 1966 roku została odbudowana. Tereny przykościelne obsadzone są świerkami, a w narożnikach kasztanowcami, dębami i jesionami.

inne zabytki:
- budynki gospodarcze i mieszkalne z XIX wieku
- grodzisko wraz z miejscem po średniowiecznym zamku znajduje się w okolicy wsi. Narzędzia neolityczne znalezione w tym rejonie można podziwiać w Muzeum Ziemi Choszczeńskiej w Choszcznie.

## Gospodarka
We wsi znajduje się jednostka Ochotniczej Straży Pożarnej.
W 2009 r. odbyły się zawody Sportowo-Pożarnicze w Suliszewie.

## Kultura i sport
W miejscowości funkcjonuje Szkoła Podstawowa im. Jana Brzechwy oraz Specjalny Ośrodek Szkolno – Wychowawczy im. Kawalerów Orderu Uśmiechu.

## Komunikacja
We wsi znajdowała się stacja kolejowa linii kolejowej nr 410.